# José Escobar (zapaśnik)
José Uber Escobar (ur. 10 października 1975) – kolumbijski zapaśnik w stylu klasycznym. Olimpijczyk z Atlanty 1996, gdzie zajął 21 miejsce w kategorii 68 kg.
Trzykrotny uczestnik mistrzostwach świata, dziewiętnasty w 1997. Srebrny medal na igrzyskach panamerykańskich w 2003 i piąty w 2011. Trzy medale na mistrzostwach panamerykańskich, srebrny w 2005. Trzeci na igrzyskach Ameryki Płd. w 2010. Złoty medal igrzysk Pacyfiku w 1995 i igrzysk boliwaryjskich w 1997 i 2005 roku.